# Никишаев, Владимир Иванович
Владимир Иванович Никишаев (род. 24 сентября 1958, Днепропетровск) — советский украинский врач-эндоскопист, доктор медицинских наук; в детстве сыграл роль Юзека Стародомского в телевизионном фильме «Старая крепость».

## Биография
В 1973—1974 годах, будучи учеником старших классов киевской средней школы № 37, снялся в роли Юзека Стародомского в телевизионном фильме «Старая крепость» (1-3 серии).
В 1981 г. окончил Киевский медицинский институт.
В настоящее время — Президент Ассоциации врачей-эндоскопистов Украины, заслуженный врач Украины, доктор медицинских наук, старший научный сотрудник, заведующий отделением эндоскопической диагностики и малоинвазивной хирургии Киевской городской клинической больницы скорой медицинской помощи, главный научный сотрудник Украинского научно-практического центра экстренной медицинской помощи и медицины катастроф.

## Научная деятельность

### Избранные труды
- Никишаев В. И. Клинико-эндоскопическая характеристика оперативных методов лечения кровоточащих пилородуоденальных язв : Автореф. дис. … канд. мед. наук. — Киев, 1992. — 24 с.
- Фомин П. Д., Никишаев В. И., Музыка С. В. Диагностика и лечение болезни Дьелафуа // Укр. мед. часопис. — 2003. — № 2 (34)[2].